# Rufoclanis pelops
Rufoclanis pelops är en fjärilsart som beskrevs av Fawcett 1915. Rufoclanis pelops ingår i släktet Rufoclanis och familjen svärmare. Inga underarter finns listade.